# エンシニータス (カリフォルニア州)
エンシニータス（Encinitas）は、アメリカ合衆国カリフォルニア州のサンディエゴ郡にある都市。人口は6万2007人（2020年）。サンディエゴの北40キロメートルに位置している。

## 解説
太平洋岸の別荘地から発展した町であり、海岸寄りの商店街には洒落たカフェやレストラン、ブティックが点在している。サーフィンのメッカとして有名なスワミビーチがあり「サーフカルチャー」が色濃い。内陸部の住宅地は比較的新しく、サンディエゴのベッドタウンとして機能している。州間高速道路5号線が市内を南北に通っており、南方のサンディエゴ、北方のロサンゼルスと連絡している。鉄道は「コースター」という通勤列車が利用できるが、運行本数は少ない。
熊本県天草市の姉妹都市である。